# یولانه کوتلا

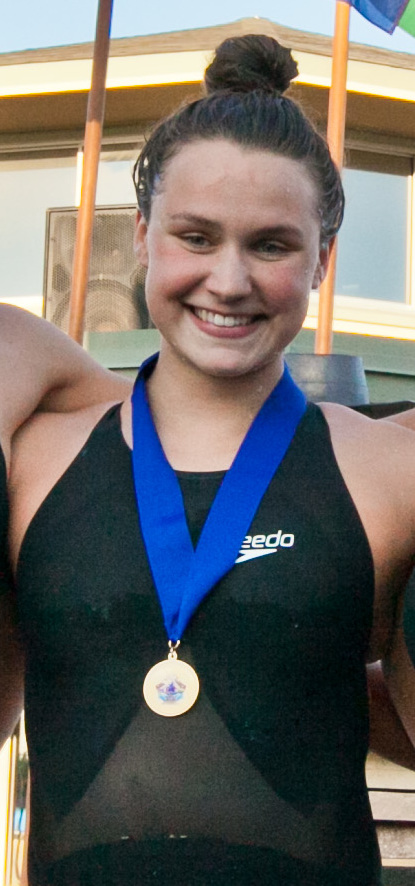
تصویری از یولانه کوتلا شناگر مطرح استرالیایی

یولانه کوتلا (به انگلیسی: Yolane Kukla) (زادهٔ ۲۹ سپتامبر ۱۹۹۵) شناگر اهل استرالیا است.